# Rubió d'Agramunt
Rubió d'Agramunt o els Rubions és un antic municipi situat entre la serra del Munt i el terme d'Alòs de Balaguer, a l'esquerra del Segre, que actualment forma part del terme municipal de Foradada. En un primer moment, fou un dels ajuntaments creats a partir de l'aplicació de la Constitució de Cadis, però disposicions ulteriors, imposant un nombre superior a 30 veïns (caps de família) per poder mantenir ajuntament propi, feren que s'unís a Foradada.
Estava format per tres nuclis de població: Rubió de Dalt i Rubió del Mig, damunt un contrafort oriental de la serra de Boada, i Rubió de Baix més al nord, a la vora del Segre.